# Eero Kilpeläinen
Eero Kilpeläinen (né le 7 mai 1985 à Juva en Finlande) est un gardien de but professionnel finlandais de hockey sur glace.

## Biographie
Kilpeläinen est formé au JuPa, il joue cependant ses saisons juniors avec les sélections jeunesses du Kalevan Pallo. Son premier match professionnel se déroule lors de la saison 2002-2003 alors qu'il dispute une rencontre avec le Kalevan Pallo. En 2004-2005, Kilpeläinen traverse l'Atlantique pour jouer une saison avec les Petes de Peterborough de la Ligue de hockey de l'Ontario. Après cette saison, il retourne en Finlande pour jouer avec le Hermes Kokkola en Mestis, puis, la saison suivante, avec le Ässät Pori en SM-liiga. Kilpeläinen reste à Pori jusqu'en 2010-2011 à l'exception d'un match, lors d'un prêt, avec le Lempäälän Kisa en 2007-2008. En 2011, il joint le Jokerit Helsinki pour deux saisons avant de passer une saison en Suisse avec le EV Zug. À la suite de cette saison, il retourne avec l'équipe avec qui il a commencé sa carrière, le Kalevan Pallo. Lors de sa saison de retour avec le KalPa, il obtient la meilleure moyenne de but alloué de la ligue avec une moyenne de 1,85 but par match en moyenne.
Il représente la Finlande au niveau international.